# Querelle
Querelle is een West-Duits-Franse film uit 1982 van de regisseur Rainer Werner Fassbinder, naar de roman van de Franse auteur Jean Genet, Querelle uit Brest uit 1947.

## Verhaal
Het verhaal draait rond de knappe matroos Georges Querelle (Brad Davis), die echter ook een dief en moordenaar is. Wanneer zijn schip, de Vengeur, aanlegt in Brest, bezoekt hij de Feria, een bar en bordeel voor matrozen, opengehouden door madame Lysiane (Jeanne Moreau), wier minnaar Robert is, de broer van Querelle. Querelle heeft een passionele liefde-haatverhouding met zijn broer. Als zij elkaar in La Feria ontmoeten, omhelzen zij elkaar, maar stompen ze elkaar ook herhaaldelijk in de buik. Lysianes echtgenoot Nono (Günther Kaufmann) houdt de bar open en drijft een duister handeltje met de hulp van zijn vriend, de corrupte politiekapitein Mario.
Querelle komt met Nono overeen om opium te verhandelen en vermoordt zijn medeplichtige Vic. Nadat de drugs geleverd zijn, zegt Querelle dat hij wil slapen met Lysiane. Hij weet dat hij dan met dobbelstenen zal moeten spelen met Nono, die als echtgenoot van Lysiane het recht heeft om te spelen met al haar minnaars-in-spe. Als Nono verliest, mag zijn uitdager de relatie beginnen. Als de uitdager echter verliest, moet hij zich eerst onderwerpen aan anale seks door Nono. Querelle verliest vrijwillig het spel, waardoor hij zich overgeeft aan sodomie door Nono. Als Nono evenwel twijfels krijgt bij Querelles "verlies" tegen Robert, die zijn spel "won", raken de broers betrokken in een heftig gevecht. Querelle wordt later Lysianes minnaar, maar heeft ook seks met Mario. Gelukkig voor Querelle, vermoordt de bouwvakker Gil zijn collega Theo, die hem lastigviel en seksueel misbruikte. Gil wordt ook verdacht van de moord op Vic. Gil verstopt zich in een verlaten gevangenis voor de politie en Roger, die verliefd is op Gil, organiseert een ontmoeting tussen Querelle en Gil in de hoop dat Querelle Gil kan helpen vluchten.
Querelle wordt nu verliefd op Gil, die goed op zijn broer lijkt (zij worden door dezelfde acteur gespeeld). Gil beantwoordt zijn gevoelens, maar Querelle verraadt Gil door hem bij de politie te verklikken. Querelle regelde het zo dat de moord op Vic in de schoenen van Gil wordt geschoven.
Parallel met deze verhaallijn is er het verhaal van de overste van Querelle, luitenant Seblon (Franco Nero), die verliefd is op Querelle en voortdurend zijn mannelijkheid probeert te bewijzen. Seblon weet dat Querelle Vic heeft vermoord, maar beschermt hem toch. Op het einde van de film maakt Seblon in een dronken bui zijn liefde voor Querelle bekend en zij kussen en omhelzen elkaar vooraleer terug te keren naar Le Vengeur.

## Regie
Fassbinder gebruikt surrealistische sets om de dromerige kwaliteit en het abstracte karakter van de roman te onderstrepen. De film werd duidelijk beïnvloed door de schilderijen van George Quaintance met schaars geklede matrozen en leeuwentemmers, die verschenen in magazines als Physique Pictorial. Fassbinder lijkt met zijn lange shots van lege stadslandschappen in hard geel en oranje ook beïnvloed te zijn door de surrealistische werken van Giorgio de Chirico en Salvador Dalí.
De tekst van de liedjes van Jeanne Moreau in de film zijn afkomstig van Oscar Wildes gedicht The Ballad of Reading Gaol.
Querelle was Fassbinders laatste werk en wordt beschouwd als zijn belangrijkste film. Kort na het beëindigen van de film overleed hij aan een overdosis.

## Rolverdeling
| Acteur           | Personage        |
| ---------------- | ---------------- |
| Brad Davis       | Querelle         |
| Günther Kaufmann | Nono             |
| Franco Nero      | luitenant Seblon |
| Jeanne Moreau    | Lysiane          |
| Laurent Malet    | Roger Bataille   |
| Burkhard Driest  | Mario            |
| Hanno Pöschl     | Robert/Gil       |